# Jens Petersen (Jurist, 1969)
Jens Petersen (* 30. Juni 1969 in Kalkar) ist ein deutscher Rechtswissenschaftler. Er ist als Professor für Bürgerliches Recht, Deutsches und Internationales Wirtschaftsrecht an der juristischen Fakultät der Universität Potsdam tätig.

## Leben
Geboren wurde Petersen am 30. Juni 1969 am Niederrhein. Seine Jugend- und Schulzeit verbrachte er in Xanten. Nach dem Abitur am Stiftsgymnasium Xanten absolvierte er das Studium der Rechtswissenschaft an der Freien Universität Berlin (1990–1991), der Universität Genf (1991–1992) und der Ludwig-Maximilians-Universität München (1992–1994).
Das Erste Juristische Staatsexamen legte Petersen 1994 in München ab. Von 1994 bis 1997 war er wissenschaftlicher Mitarbeiter von Dieter Medicus an der LMU München. Dort wurde er 1996 promoviert und absolvierte im darauf folgenden Jahr sein Zweites Juristisches Staatsexamen ebenfalls in München. 1997 bis 2001 arbeitete er als Assistent von Gerhard Ries am Leopold-Wenger-Institut der LMU München. 2001 erfolgte die Habilitation bei Claus-Wilhelm Canaris.
Seit Oktober 2001 ist er Professor für Bürgerliches Recht, Deutsches und Internationales Wirtschaftsrecht an der Universität Potsdam. Seit 2002 ist er Mitherausgeber der juristischen Ausbildungszeitschrift Juristische Ausbildung (Jura).
Im Jahr 2009 hat Petersen einen Ruf an die Freie Universität Berlin auf einen W3-Lehrstuhl für Zivilrecht mit einem Nebengebiet abgelehnt.

## Auszeichnungen
Am 23. Januar 2017 bekam Petersen den Jürgen-Prölss-Preis verliehen.

## Werke (Auswahl)
- Duldungspflicht und Umwelthaftung – Das Verhältnis von § 906 BGB zum Umwelthaftungsgesetz; Dissertation
- Der Gläubigerschutz im Umwandlungsrecht; Habilitation
- Medienrecht; Lehrbuch
- Allgemeines Schuldrecht, Examensrepetitorium
- Die mündliche Prüfung im ersten juristischen Staatsexamen (2005)
- Wilhelm von Humboldts Ideen im Lichte der angloamerikanischen Rechtsphilosophie (20072)
- Von der Interessenjurisprudenz zur Wertungsjurisprudenz (2001) handelt vom Methodenwandel im deutschen Zivilrecht des 20. Jahrhunderts
- Bürgerliches Recht – Eine nach Anspruchsgrundlagen geordnete Darstellung zur Examensvorbereitung (201525); zusammen mit dem 2015 verstorbenen Dieter Medicus; Examensvorbereitung
- Max Webers Rechtssoziologie und die juristische Methodenlehre (20142)